# Fumaria faurei
Fumaria faurei é uma espécie de planta com flor pertencente à família Papaveraceae. 
A autoridade científica da espécie é (Pugsley) Lid, tendo sido publicada em Lagascalia 9(2): 133. 1980.

## Portugal
Trata-se de uma espécie presente no território português, nomeadamente em Portugal Continental.
Em termos de naturalidade é nativa da região atrás indicada.

## Protecção
Não se encontra protegida por legislação portuguesa ou da Comunidade Europeia.